# Kevin McHale (ator)
Kevin Michael McHale (Plano, 14 de junho de 1988) é um ator, cantor, apresentador e dançarino norte-americano. Ex-membro da boy band NLT, McHale ganhou notoriedade ao interpretar Artie Abrams na série musical Glee, da Fox. De 2014 a 2016, ele apresentou o programa Virtually Famous no canal britânico E4.

## Início de vida
McHale nasceu na cidade de Plano, no Texas, sendo o mais novo de quatro filhos. Ele é descendente de imigrantes do Condado de Mayo, na Irlanda. Ele cresceu com a cantora e atriz Demi Lovato. McHale cursou o ensino médio na Academy of the Canyons, em Santa Clarita, Califórnia.

## Carreira

### Música
Antes de tornar-se ator, McHale juntou-se à boy band NLT, cuja sigla significa "Not Like Them". Eles foram descobertos pelo produtor musical Chris Stokes em 2006, e posteriormente assinaram com a gravadora de Stokes, The Ultimate Group. Em 13 de março de 2007, o grupo lançou seu primeiro single, "That Girl". No mês seguinte, o grupo abriu uma turnê das Pussycat Dolls. NLT também fez uma participação especial em Bratz: O Filme. Enquanto estava no grupo, McHale, junto com seus colegas e o rapper Timbaland, co-escreveu a canção "She Said, I Said (Time We Let Go)". Em 30 de abril de 2009, o integrante Travis Michael Garland anunciou a separação do NLT.
McHale, que possui um contrato com a Universal Music Group, escreve composições originais em seu tempo livre. Em uma entrevista com Mario López, McHale disse ter planos para uma carreira musical após o final de Glee. Em 2015 McHale, Chris Moy e Justin Thorne co-escreveram a canção "Heartless", incluída no EP "The Heartbreaker" de Thorne. No mesmo ano, ele participou do clipe musical da canção "Summer Nights", também de Justin Thorne. Em abril de 2019, McHale lançou a canção pop "Help Me Now". McHale descreveu o clipe da canção como tendo "uma vibe meio gay de Wes Anderson". Em junho do mesmo ano, ele lançou a canção "James Dean".
Também em 2019, McHale competiu no The X Factor: Celebrity, edição especial do reality show The X Factor. Ele terminou em 7º lugar.

### Atuação

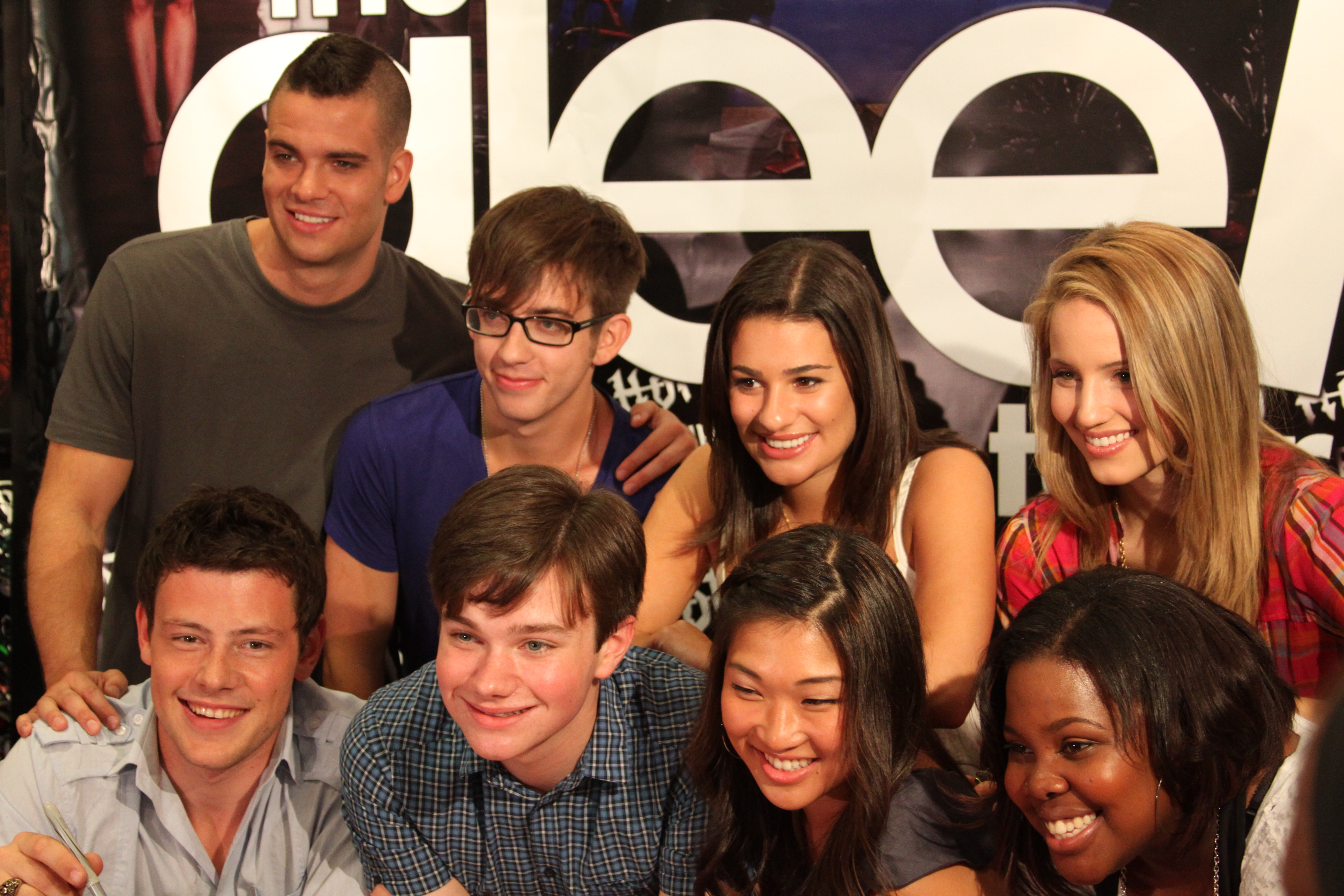
McHale (segundo à esquerda, acima) com seus colegas de elenco de Glee em agosto de 2009.

Em 2006, Kevin McHale fez uma aparição na série da NBC The Office, interpretando um entregador de pizza que é feito refém por Michael Scott (Steve Carell). No mesmo ano, ele fez uma participação de três episódios na série da Nickelodeon, Zoey 101, como Dooley Fibadoo. Em 2008, McHale participou de dois episódios do drama da HBO True Blood como Neil Jones.
Em 2009, McHale conseguiu seu papel de destaque como Artie Abrams na série de comédia musical Glee. Seu personagem, que passa a usar cadeira de rodas após um acidente de carro, junta-se ao coral do colégio McKinley High no primeiro episódio. Ele fez a sua primeira apresentação solo ao cantar "Dancing with Myself", de Billy Idol, no episódio "Wheels". No episódio "Dream On", ele cantou um solo de "Stronger" – em um sonho – após seu personagem ser anestesiado para uma cirurgia. Seu personagem também dançou "Scream", em uma cena de sonho junto com Harry Shum Jr., no episódio da terceira temporada "Michael". McHale, junto com todo o elenco da série, foi indicado ao Prêmio Screen Actors Guild de Melhor Elenco em Série de Comédia quatro vezes, vencendo em 2010.
Em 2010, McHale apareceu brevemente no clipe musical de "Blacklight", canção da boy band One Call. Em junho de 2011, ele participou do clipe de "Last Friday Night (T.G.I.F.)", de Katy Perry, interpretando Everett McDonald. Em 22 de julho de 2012, McHale co-apresentou o Teen Choice Awards 2012 com Demi Lovato. Em janeiro de 2014, foi divulgado que ele apresentaria um game show chamado Virtually Famous na emissora britânica E4.
Em 24 de fevereiro de 2014, foi divulgado que McHale havia conseguido um papel de apoio no filme independente Boychoir, ao lado de Dustin Hoffman e Kathy Bates. Seu personagem, Wooly, é um jovem professor de música que ajuda um jovem problemático na sua escola. Em julho de 2014, foi anunciado que ele e Aaron Tveit participariam do filme They Might Be Kennedys. Em abril de 2016, McHale juntou-se ao elenco da minissérie de drama When We Rise, interpretando o ativista anti-AIDS Bobbi Campbell.

## Vida pessoal
Em setembro de 2012, McHale e sua cadela Sophie apareceram em uma campanha publicitária da PETA, promovendo a adoção de animais abandonados. Em junho de 2016, a Human Rights Campaign divulgou um vídeo em homenagem às vítimas do massacre em uma boate gay em Orlando, em 2016, no qual McHale e outras celebridades contavam as histórias de vida das vítimas.
Em abril de 2018, McHale se assumiu gay em uma postagem na rede social Twitter.

## Filmografia

### Cinema
| Ano  | Título                     | Papel        | Notas          |
| ---- | -------------------------- | ------------ | -------------- |
| 2007 | Ruthless                   | Neil         | Curta-metragem |
| 2011 | Glee: The 3D Concert Movie | Artie Abrams |                |
| 2015 | Boychoir                   | Wooly        |                |

### Televisão
| Ano       | Título                  | Papel                             | Notas                                                  |
| --------- | ----------------------- | --------------------------------- | ------------------------------------------------------ |
| 2005      | All That                | Mark                              | Episódio: "On-Air Dares"                               |
| 2007–2008 | Zoey 101                | Dooley Fibadoo                    | 2 episódios                                            |
| 2007      | The Office              | Entregador                        | Episódio: "Launch Party"                               |
| 2008      | True Blood              | Neil Jones                        | 2 episódios                                            |
| 2009–2015 | Glee                    | Artie Abrams                      | 120 episódios                                          |
| 2015      | The Numberlys           | Mestre de tarefas                 | Filme de TV                                            |
| 2016      | HeILA                   | Kevin                             | Episódio: "House Sitting in LA"                        |
| 2016–2017 | We Bare Bears           | Barry                             | 2 episódios                                            |
| 2017      | When We Rise            | Bobbi Campbell                    | Episódio: "Night II: Parts II and III"                 |
| 2017      | I Want My Phone Back    | Competidor #2                     | Epióodio: "Solo Artist"                                |
| 2019      | The X Factor: Celebrity | Ele mesmo                         | 6 episódios                                            |
| 2020      | Élite                   | Bill McKinley                     | Episódio: "Nadia e Omar"                               |
| 2020      | Royalties               | Guitarrista de jaqueta switchback | Episódio: "I Am So Much Better Than You at Everything" |
| 2021      | American Horror Stories | Barry                             | Episódio: "The Naughty List"                           |

### Clipes musicais
| Ano  | Título                              | Artista       | Notas                       |
| ---- | ----------------------------------- | ------------- | --------------------------- |
| 2007 | "That Girl"                         | NLT           | Ele mesmo                   |
| 2009 | "She Said, I Said (Time We Let Go)" | NLT           | Ele mesmo                   |
| 2009 | "Karma"                             | NLT           | Ele mesmo                   |
| 2010 | "Blacklight"                        | One Call      |                             |
| 2011 | "Last Friday Night (T.G.I.F.)"      | Katy Perry    | como Everett McDonald       |
| 2014 | "Somebody Loves You"                | Betty Who     |                             |
| 2015 | "Summer Nights"                     | Justin Thorne | Ele mesmo                   |
| 2019 | "Help Me Now"                       | Ele mesmo     | Dirigido por Justin Thorne  |
| 2019 | "James Dean"                        | Ele mesmo     | Dirigido por Justin Thorne. |

## Prêmios e indicações
| Ano  | Prêmio                                                  | Trabalho | Resultado |
| ---- | ------------------------------------------------------- | -------- | --------- |
| 2010 | Teen Choice Awards de Melhor Performance Masculina (TV) | Glee     | Indicado  |
| 2010 | Teen Choice Awards: Melhor Grupo (Música)               | Glee     | Indicado  |
| 2010 | Gold Derby Award: Melhor Grupo do Ano                   | Glee     | Indicado  |
| 2010 | Screen Actors Guild: Melhor Elenco em Série de Comédia  | Glee     | Venceu    |
| 2011 | Screen Actors Guild: Melhor Elenco em Série de Comédia  | Glee     | Indicado  |
| 2012 | Screen Actors Guild: Melhor Elenco em Série de Comédia  | Glee     | Indicado  |
| 2013 | Screen Actors Guild: Melhor Elenco em Série de Comédia  | Glee     | Indicado  |

## Discografia

### EPs
- Boy (2019)